# Oecetis vijayaditya
Oecetis vijayaditya är en nattsländeart som beskrevs av Schmid 1995. Oecetis vijayaditya ingår i släktet Oecetis och familjen långhornssländor. Inga underarter finns listade i Catalogue of Life.